# Stictoptera bisexualis
Stictoptera bisexualis là một loài bướm đêm trong họ Noctuidae.